# Terry Glenn
Terry Tyree Glenn (Columbus, 23 luglio 1974 – Irving, 20 novembre 2017) è stato un giocatore di football americano statunitense che ha militato nel ruolo di wide receiver nella National Football League (NFL).

## Biografia

### New England Patriots
Dopo avere giocato al college a football a Ohio State dove fu premiato come All-American, Glenn fu scelto come settimo assoluto nel Draft NFL 1996 dai New England Patriots. Ebbe un immediato impatto per New England, facendo registrare 90 ricezioni per 1 132 yard e 6 touchdown nella sua stagione da rookie, giungendo fino al Super Bowl XXXI, perso contro i Green Bay Packers. Le sue 90 ricezioni stabilirono un nuovo record NFL per un rookie, superato dalle 101 di Anquan Boldin degli Arizona Cardinals nel 2003. Dopo l'addio di Bill Parcells alla squadra, Glenn passò un periodo di quattro anni tra difficoltà personali e gioco incostante. Durante la stagione 2001 l'allenatore Bill Belichick lo sospese per il resto dell'annata a causa di problemi fuori dal campo. In un'intervista a WBZ-TV Glenn ammise di fingere infortuni e quando i Patriots vinsero il Super Bowl XXXVI, Glenn non ricevette un anello di campione quando lo ricevettero i suoi compagni di squadra; invece, il presidente Kraft glielo fece recapitare per posta. Il giocatore disputò quattro gare nel 2001, in particolare contro i San Diego Chargers, in cui ricevette il primo touchdown lanciato in carriera da Tom Brady.

### Green Bay Packers
Prima della stagione 2002, i Patriots scambiarono Glenn con i Green Bay Packers per due scelte del quarto giro. Con essi giocò una sola stagione, ricevendo 817 yard e segnando due touchdown.

### Dallas Cowboys
Prima della stagione 2003, i Packers scambiarono Glenn coi Dallas Cowboys, dove nella sua prima stagione ricevette 63 passaggi per 1 136 yard (il massimo dal 1999) e 7 touchdown. Nel 2006 superò ancora le mille yard ricevute. L'anno seguente giocò solo nell'ultima partita della stagione regolare, ritirandosi a fine anno per problemi alle ginocchia.

## Palmarès

### Franchigia
- Super Bowl : 1

New England Patriots: XXXVI
- American Football Conference Championship: 2

New England Patriots: 1996, 2001

### Individuale
- Convocazioni al Pro Bowl: 1

1999
- PFWA All-Rookie Team - 1996
- Fred Biletnikoff Award - 1995

## Statistiche
| Ricezioni     | 593   |
| Yard ricevute | 8 823 |
| Touchdown     | 44    |